# University of California Press
University of California Press är ett amerikanskt akademiskt förlag knutet till University of California. Förlaget grundades 1893 och är baserat i Oakland i Kalifornien.

## Tidskrifter
Ett urval av de tidskrifter som ges ut av förlaget.
- 19th-Century Music